# Institut dels Pares de Schönstatt
L'Institut dels Pares de Schönstatt (en llatí, Schönstatt Patres) és un institució catòlica de dret pontifici, concretament un institut secular de clergues seculars. Els seus membres posposen al seu nom les sigles I.Sch.
Va ser fundat l'any 1919 a Schönstatt, suburbi de la ciutat de Vallendar, a Renània-Palatinat, pel pare Josef Kentenich (1885-1968), director espiritual del seminari que té en aquell lloc la Societat de l'Apostolat Catòlic, els anomenats pal·lotins. Ja des de 1914 el pare Kentenich exposava als seminaristes el seu pla de renovació religiosa a partir de la consagració a la Mare de Déu, per ells anomenada “Mare i Reina tres vegades Admirable”. Aquesta consagració pretenia ser diferent de la d'altres instituts de perfecció de carisma mariològic, perquè es basava en una recíproca “aliança d'amor”.
Aquell 1919 el moviment va ser aprovat pel provincial pallotí de Limburg an der Lahn, que alhora l'autoritzava a propagar-se fora de la Societat. Tanmateix, el 1964 va trencar la vinculació amb el pallotins i l'any següent fou erigit com a institut secular per part del bisbe de Fulda. No fou fins al 1988 que el papa Joan Pau II el reconegué com a institut de dret pontifici.
El moviment de Schönstatt té branques femenines, juvenils i laiques, que comparteixen nom i carisma però que no tenen cap vinculació jeràrquica amb l'Institut. Aquest és present actualment en una vintena de països de tot el món i compta amb uns 300 membres, destinats a la pastoral comunitària, incardinats a les respectives diòcesis i sovint assumint responsabilitats fora del mateix Institut. A Catalunya el moviment s'establí el 1975 i actualment regenta un santuari a Valldoreix, Vallès Occidental.
L'any 1992 traslladà el seu Consell General a un edifici de nova construcció al Mont-Sió de la mateixa localitat de Schönstatt.
Pertany a l'Institut dels Pares de Schönstatt mons. Francisco Javier Errázuriz Ossa, arquebisbe emèrit de Santiago de Xile i cardenal del títol de S. Maria della Pace.